# (21733) Schlottmann
(21733) Schlottmann est un astéroïde de la ceinture principale d'astéroïdes.

## Description
(21733) Schlottmann est un astéroïde de la ceinture principale d'astéroïdes. Il fut découvert le 9 septembre 1999 à Socorro (Nouveau-Mexique) par le projet LINEAR. Il présente une orbite caractérisée par un demi-grand axe de 2,30 UA, une excentricité de 0,12 et une inclinaison de 3,4° par rapport à l'écliptique.

## Compléments